# Walkerville (Michigan)
Pour les articles homonymes, voir Walkerville.
Walkerville est un village situé dans l’État américain du Michigan dans le comté d'Oceana. Selon le recensement de 2010, sa population est de 247 habitants.